# Кубок губернатора Малакки
Кубок губернатора Малакки (англ. Melaka Governor Cup) — шоссейная многодневная велогонка, проходящая в Малайзии. Входит в календарь Азиатского тура UCI.

## История
Впервые гонка прошла в 2007 году и проводилась в многодневном формате. Она сразу вошла в календарь UCI Asia Tour с категорией 2.2. С 2011 года стала однодневной и сменила категорию 1.2.
Своё название получила в честь губернатора штата Малакка и на протяжении всей своей истории несколько раз меняла своё название:
- Melaka Chief Minister Cup (2007)
- His Excellency Gabenor of Malacca Cup (2008)
- Melaka Governor Cup (2010-2011)
- Melaka Governor's Cup (2012-2013)
- Melaka Chief Minister's Cup (2014-)

## Призёры
| Год                 | Победитель           | Второй          | Третий               |
| ------------------- | -------------------- | --------------- | -------------------- |
| 2007                | Мохд Рауф Нур Мисбах | Агунг Сахбана   | Харриф Саллэх        |
| 2008                | Мехди Сохраби        | Рафаа Штиоуи    | Хоссейн Ислами       |
| 2009 не проводилась |                      |                 |                      |
| 2010                | Дэвид Маккэн         | Сэм Витмиц      | Мохд Шахрул Мат Амин |
| 2011                | Хасан Малеки         | Хамид Ширисисан | Рамин Мехрабани      |
| 2012 не проводилась |                      |                 |                      |
| 2013                | Лекс Недерлоф        | Си Кеонг Ло     | Томас Рабау          |
| 2014                | Александр Плюшкин    | Арийа Фаунсават | Эрик Шеппард         |